# 加藤の定理
加藤の定理（かとうのていり）または加藤のカスプ条件は、計算量子物理学において使われる。加藤の定理は、一般化されたクーロンポテンシャルについて、電子密度nが原子核の位置において尖点（カスプ）を有することを述べる。
{\displaystyle Z_{k}=-{\frac {a_{0}}{2n({\boldsymbol {r}})}}\left.{\frac {\mathrm {d} n({\boldsymbol {r}})}{\mathrm {d} r}}\right|_{r\rightarrow {\boldsymbol {R}}_{k}}}
上式において、Rk は核の位置、Zk は原子番号、 a0 はボーア半径である。
したがって、クーロン力のみが働く系では、原理上ハミルトニアンを完全に特定するために必要な全情報を、電子密度分布から直接的に読み取ることができることも含意する。これは、密度汎関数理論の枠組みの中でのエドガー・ブライト・ウィルソンの主張としても知られている。分子の系の基底状態の電子密度は核の位置に尖点（カスプ）を含み、系の全電子密度から尖点を列挙することによって、全原子核の位置が確定される。また、上式より核の核電荷も決定されるため、外部ポテンシャルも完全に決まる。最終的に、空間にわたって電子密度を積分することによって電子の数が得られ、（電子の）ハミルトニアンが決まる。これはボルン–オッペンハイマー近似内での非相対論的扱いにおいては有効であり、点状の核を想定している。
スレーター型軌道はカスプ条件を満足するが、ガウス型軌道は満足しない（微分は常に0になる）。